# Camelia Roja
Camelia Roja är en ort i Mexiko.   Den ligger i kommunen San Juan Bautista Tuxtepec och delstaten Oaxaca, i den sydöstra delen av landet, 300 km sydost om huvudstaden Mexico City. Camelia Roja ligger 46 meter över havet och antalet invånare är 1 560.
Terrängen runt Camelia Roja är platt åt nordost, men åt sydväst är den kuperad. Runt Camelia Roja är det ganska glesbefolkat, med 40 invånare per kvadratkilometer. Närmaste större samhälle är Tuxtepec, 11,0 km nordost om Camelia Roja. Omgivningarna runt Camelia Roja är en mosaik av jordbruksmark och naturlig växtlighet.